# جون آيرلادند (صحفي رياضي)
جون آيرلادند (بالإنجليزية: John Ireland)‏ هو صحفي رياضي أمريكي، ولد في 15 يوليو 1943 في سانتا مونيكا في الولايات المتحدة.